# Легенда об Искателе
«Леге́нда об Иска́теле» (англ. Legend of the Seeker) — сериал в жанре фэнтези по мотивам произведений Терри Гудкайнда из цикла «Меч Истины», произведённый компанией ABC Studios. Премьера сериала состоялась 1 ноября 2008 года.

## Сюжет
Сюжет сериала построен по мотивам книг писателя-фантаста Терри Гудкайнда из серии «Меч Истины».
Ричард Сайфер — Искатель Истины, воин, которому суждено избавить Срединные земли от жестокого тирана Даркена Рала. В этом ему помогают Мать-Исповедница Кэлен Амнелл и Волшебник первого ранга Зеддикус Зул Зорандер.
Во втором сезоне Даркен Рал побежден, но у Ричарда появляется более могущественный враг — Владетель подземного мира. К его боевой команде присоединяется Кара Мэйсон — Морд-Сит, ранее служившая Даркену Ралу.
Сериал имеет весьма отдаленное отношение к сюжету книг, особенно в финале. Взяты основные персонажи и образы, цитируются отдельные ситуации, но в целом сюжет серьёзно перестроен.

## В ролях

### Основные персонажи
- Ричард Рал (Крейг Хорнер) — молодой лесник, ставший Искателем, который по пророчеству обязан убить жестокого тирана Даркена Рала. Как Искатель, он получает в руки Меч Истины и способность читать на древнем языке.
- Кэлен Амнелл (Бриджит Риган) — Мать-Исповедница, призванная охранять Искателя от опасности. Обладает особым даром — своим прикосновением она «исповедует» любого человека, вне зависимости от его магических сил, подчиняя его волю своей. У Кэлен есть ещё одна способность — «Кон Дар» — кровавая ярость, позволяющая ей «исповедовать» на расстоянии без прикосновений большое количество людей. Кон-Дар есть только у самых могущественных Исповедниц. Исповеданный навсегда остаётся рабом Исповедницы, выполняя любые её приказы. Заклятие снимается только со смертью Исповедницы.
- Зеддикус З'ул Зорандер (Брюс Спенс) — Волшебник Первого Ранга, дед Ричарда по материнской линии. Помогает Ричарду в выполнении его миссии.
- Даркен Рал (Крэйг Паркер) — правитель Д’Хары и враг Искателя. Жестокий тиран, желающий захватить Срединные земли и Вестландию, поработив их народы. Погибает в конце первого сезона, но возвращается в мир живых как призрак, утверждая что теперь служит Владетелю, повелителю Подземного мира. Также раскрывается, что Ричард является братом Даркена Рала. Ричард должен был сместить с трона своего старшего брата по замыслу их отца Паниза Рала. По-видимому, Даркен Рал это знал с самого начала. Оживляется Сестрой Тьмы и Карой в теле двойника в серии «Уолтер».
- Кара Мэйсон (Табретт Бетелл) — одна из Морд-Сит, ранее служивших Даркену Ралу. Попав с Ричардом в будущее и увидев, что наследник Даркена Рала убьёт всех Морд-Сит, она помогает Ричарду вернуться в настоящее, где Искатель побеждает Рала. После смерти Даркена Рала и предательства других Морд-Сит, она решает помочь Ричарду найти Камень слёз. Как и у всех Морд-Сит, её магическое оружие, эйджил, берёт силу от тех, в ком течёт кровь династии Ралов, каким и является Ричард.

### Второстепенные персонажи
- Делл «Чейз» Брэнстоун (Джей Лагаая) — бывший начальник охраны советника Хартленда. Лучший друг Ричарда и опытный воин.
- Майкл Сайфер (Дэвид де Латур) — сводный старший брат Ричарда и Первый советник Хартленда. Погиб, помогая Ричарду, Чейзу и Кэлен убить наместника.
- Дженнсен (Брук Уильямс) — младшая сестра Ричарда и Даркена Рала. Истинно Неодаренная, или Столп Творения и поэтому не может взаимодействовать с магией никоим образом: Дженнсен не только не может её использовать, но и не может подвергнуться её воздействию.
- Таддикус Зорандер (Джон Брэйзер) — брат волшебника Зеддикуса, не владеющий магией.
- Генерал Эгремонт (Кевин Дж. Уилсон) — приближенный лорда Рала и его ближайший советник.
- Деммин Насс (Ренато Бартоломеи) — генерал д’харианской армии, разыскивавший шкатулку Одена.
- Гиллер (Фил Пелетон) — волшебник, служащий Даркену Ралу. Погибает при первом пробуждении «Кон Дар» у Кэлен.
- Денна (Джессика Маре) — безжалостная Морд-Сит, посланная Ралом поймать и пытать Искателя, чтобы заставить его присягнуть на верность повелителю Д’Хары. Ей это не удаётся, но Рал даёт ей шанс искупить вину. Убивает мать Ричарда и Дженнсен, но Ричард отпускает её, зная что отныне она будет в бегах от гнева Рала. Позже пытается захватить трон Д’Хары путём вселения духа её слуги в тело Ричарда. После провала этого плана Денна похищает Зедда, чтобы он стал её личным волшебником. По-видимому, Зедду удаётся убедить Денну отпустить его и изменить свою жизнь, но её пронзает стрела Кары, и Денна падает с обрыва.
- Шота (Даниэль Кормак) — могущественная ведьма, управляющая частью Срединных земель (Предел Агаден). Она не является союзником Искателя, действует в своих интересах, полагаясь на свои видения будущего, но в память о, некогда прошедших, нежных отношениях с волшебником — иногда помогает Ричарду и Зедду исполнить пророчество. После смерти Рала она «узнаёт», что Ричард Сайфер не сможет победить Владетеля подземного мира, и считает что Зедду необходимо найти нового Искателя, чтобы спасти мир от Владетеля.
- Флинн (Майкл Уолли) — вор-карманник, отмеченный руной камня слез, некоторое время путешествовавший с Ричардом.
- Верна Совентрин (Элисон Брюс) — Сестра Света из Дворца Пророков, посвятившая двадцать четыре года своей жизни поискам Ричарда и его возвращению во Дворец, чтобы обучить волшебству.
- Никки (Джолин Блэлок и Эмили Фокслер) — Сестра Тьмы из Дворца Пророков. Изначально притворялась Сестрой Света и обманом заставила Ричарда отдать ей его могущественный Хань (магическая сила). Её попытка убить Кэлен приводит к гибели Лео. Погибает от огня Зедда, но затем возвращается в новом теле чтобы служить Владетелю. Позже Ричард убеждает её служить лишь самой себе.
- Аннелина Алдуррен (Элизабет Хоторн) — аббатиса Сестёр Света. Свято верит в то, что она служит Создателю и не остановится ни перед чем чтобы достигнуть своей цели.
- Лео Дэйн (Мэттью Ле Невез) — молодой кузнец, которого Шота рекомендует Зедду как нового Искателя после того, как Ричард отправляется во Дворец Пророков. Обладает всеми качествами необходимыми Искателю: доблесть, правдолюбие, сострадание, целеустремлённость и другие. Зедд нарекает его Искателем после встречи. Влюбляется в Кару, после чего она нехотя начинает отвечать ему взаимностью. Погибает, спасая Кэлен от Никки.
- Далия (Лора Брент) — Морд-Сит, близкая подруга Кары. Обучалась вместе с Карой. Впервые появляется в 20 серии 2 сезона, когда она находит Кару, чтобы сообщить ей, что её сын находится в опасности. В результате оказывается, что сын Кары был убит ещё при рождении, и это ловушка. Благодаря Далии Морд-Сит приводят Кару обратно к Даркену Ралу, который повторно её обучает. Кара долго сопротивлялась, но с помощью особого эйджила, заколдованного Сестрами Тьмы, Даркен вновь заставляет преданно служить. Кару и Далию связывают более тесные отношения, чем простая дружба. Волшебник Зеддикус пытался снять с Кары заклятие, но изменил ход времени, создав реальность, в которой Кара не была Морд-Сит, но Даркен обладает магией Одена. Найдя Кару, Зедд хотел отменить действие заклятия, но Далия успела убить Кару, выстрелив в неё из лука. Тогда Волшебник решает произнести заклинание над Далией, в результате которого она никогда не становилась Морд-Сит, а значит и не возвращала Кару Даркену Ралу.
- Триана (Каризма Карпентер) — одна из Морд-Сит, служившая Даркену Ралу. После того, как Даркен погиб и стал слугой Владетеля, Триана последовала за своем хозяином, тоже присягнув на верность Владетелю Подземного мира. По заданию Рала с позором изгоняет Кару, незаконно возглавившую Морд-Сит, из рядов охранниц Лорда Рала, отобрав её эйджил и отрезав косу. Расправившись с Карой, Триана, в сопровождении отряда Морд-Сит, отправляется за новыми девочками, чтобы пополнить свои ряды. Кара, объединившись с Искателем, настигает Триану и убивает её при помощи эйджила.
- Гарен (Катрина Ло) — одна из Морд-Сит, служившая Даркену Ралу. После смерти Даркена, охраняла его сокровища в одной из Башен Морд-Сит, ожидая его возвращения в мир живых. Была обманута его двойником Уолтером и отдала ему все сокровища, но отправилась его сопровождать. Поверив в возвращение Даркена Рала, она отправила весть одному из генералов, который сразу же раскусил двойника. Во время битвы погибла одна из Морд-Сит и рассказала Даркену в подземном мире о произошедшем. Он явился в виде духа в мире живых и повелел Гарен охранять его сокровища и держать Уолтера в заточении. После возвращения Даркена к жизни, некоторое время сопровождала его и выполняла различные поручения. В последней серии второго сезона по его приказу в компании ещё нескольких Морд-Сит отправилась на помощь Искателю. Погибла в результате применения Кэлен магии Кон-Дар.
- Марианна (Элизабет Блэкмор) — лидер сестёр Тьмы после ухода Никки.

## Производство
Съёмки сериала начались в мае 2008 года силами ABC и компании Disney. Первый и второй сезоны состоят из 22 эпизодов каждый.
Второй сезон был последним. Съёмки прекращены, сериал закрыт и возобновляться не будет.

## Список серий
| Сезон | Сезон | Эпизоды | Оригинальная дата показа | Оригинальная дата показа |
| Сезон | Сезон | Эпизоды | Премьера сезона          | Финал сезона             |
| ----- | ----- | ------- | ------------------------ | ------------------------ |
|       | 1     | 22      | 1 ноября 2008            | 23 мая 2009              |
|       | 2     | 22      | 7 ноября 2009            | 22 мая 2010              |

## Критика
Критики встретили сериал неоднозначно. Многие отзывались о сериале нелестно. Некоторые отмечали, что отдельные ситуации и сцены в сериале слишком похожи на фрагменты более известных работ: «Звездные войны», трилогия «Матрица», «Колесо Времени», «Зена — королева воинов» и легенды о Короле Артуре. Брайан Лоури из Variety назвал сериал «мешаниной лучшего из фантастики/фэнтези».
Критики положительно встретили то, что на работу над сериалом были выделены достаточно высокие средства и его производство проходило в красивых пейзажах Новой Зеландии. Роберт Ллойд из Los Angeles Times назвал шоу «симпатичным и веселым». Многие остались довольны исполнителями главных ролей — Крейгом Хорнером и Бриджит Риган.

## Серия книг «Легенда об Искателе»
С 2013 года Издательство АСТ начинает переиздание уже вышедших книг Терри Гудкайнда из вселенной «Меча Истины» в «кинообложках», стилизованных под сериал «Легенда об Искателе» в одноимённой серии. Также издательством было решено вернуть книгам первоначальные названия. Кроме того, все последующие книги Терри Гудкайнда, ранее не изданные в России, начали выходить в рамках этой же серии. Ранее книги выходили в серии «Век Дракона».
В 2013 году в обновлённом виде вышли «Первое правило волшебника», «Камень Слёз» и «Защитники Паствы». В 2014 году были переизданы «Храм Ветров», «Дух огня» и «Вера падших». Впервые на русском языке в 2014 году вышла «Машина предсказаний», а в 2015 году — «Первая Исповедница» и переиздания книг «Столпы Творения», «Голая империя», «Огненная цепь» и «Призрак».
В 2016 году впервые на русском языке были изданы книги «Третье царство» и «Разлученные души» и переиздана книга «Исповедница». В 2017 году впервые на русском языке была издана книга «Сердце войны», в официальном переводе получившая название «Воин по зову сердца».